# Dansorgel

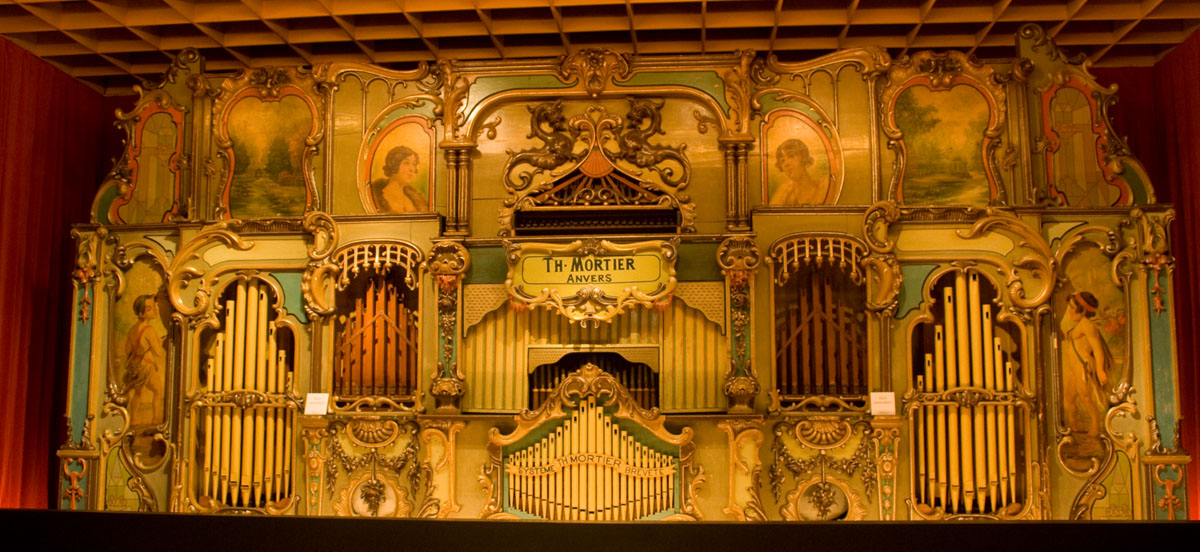
De Blauwe Mortier in het Openluchtmuseum te Arnhem

Een dansorgel is een draaiorgel dat vroeger in danszalen stond. Ze waren in gebruik bij cafés en bij kermissen. De orgels kwamen uit België, maar waren ook in het zuiden van Nederland bekend. Deze soort orgels zijn behalve van orgelpijpen vaak voorzien van extra instrumenten zoals accordeons, percussie-instrumenten en saxofoons.

## Geschiedenis
De oudste generatie dansorgels bestaat uit draaiorgels die manueel aangestuurd werden. Er zijn in België exemplaren bewaard gebleven uit 1850. Vanaf ca. 1890 werd overgeschakeld naar aandrijving op gas en kort daarna op elektriciteit. Centra van orgelbouw waren Parijs en Antwerpen. Bekende bedrijven waar deze - soms reusachtige - orgels gebouwd werden, waren de firma's Decap en Mortier.
De eerste orgels hadden een klassieke uitstraling met gesneden houten fronten (vergelijkbaar met de draaiorgels uit die periode). In de jaren 1930 kregen de meeste orgels een art-deco-uitstraling.
Veel cafés in België (en enkele in Nederland) hadden vroeger een eigen orgel staan. Kleine cafés hadden een klein orgel en grote cafés (met danszaal) hadden een groot orgel. Het werd gebruikt voor dansmuziek in de uitgaansgelegenheden (toen men nog geen jukeboxen en muziekboxen had).
Sommige orgels werden alleen voor kermissen gebruikt en toerden daarom door het hele land. Ze werden dan opgebouwd bij een café en vier of vijf dagen later weer uit elkaar gehaald om naar een volgend dorp gebracht te worden.
Deze manieren hebben tot ongeveer 1950 bestaan. Daarna zijn veel orgels aan musea en particulieren verkocht.

## Orgels
Hieronder enkele overgebleven exemplaren.
| Naam orgel        | Bouwer  | Bouwjaar     | Loopbaan | Huidige locatie                                   | Foto                                             |  |
| ----------------- | ------- | ------------ | --- | ------------------------------------------------- | ------------------------------------------------ |  |
| De Blauwe Mortier | Mortier | 1913         | Danszaal Terneuzen, (1913-1953)                                                                                       | Nederlands Openluchtmuseum 1978-heden             |                                                  |  |
| De Schuyt         | Mortier | 1913 en 1931 | Kermisfamilie Hommerson, (1931-1957)                                                                                  | Museum van Speelklok tot Pierement (±1957-heden)  |                                                  |  |
| De Roger          | Mortier | 1919         | Lembeek (1919-1966), Tilburg (1966-1967), Engeland (1968-2003)                                                        | Nederland (2003-heden)                            |                                                  |  |
| De Zwarte Kat     | Mortier | 1920         | Aalst (1928-1975), Brugge (?-?), Koksijde (?-?)                                                                       | Japan (?-heden)                                   |                                                  |  |
| Het Paashuis      | Mortier | 1927         | Kermisfamilie Paashuis Vught (1927-1959)                                                                              | Museum van Speelklok tot Pierement (1959-heden)   | At Museum van Speelklok tot Pierement in Utrecht |  |
| Poseidon          | Mortier | 1929         | Hilvarenbeek (2010-heden)                                                                                             | Museum Dansant Hilvarenbeek                       |                                                  |  |
| Goliath           | Decap   | 1936         | België (1936-1950), Brugge (1950-1952), Groede (1952-1965), Oosterhout (Noord-Brabant) (1965-1981), Rumpt (1981-1985) | België (1985-heden)                               |                                                  |  |
| De Kempenaer      | Decap   | 1938         | Antwerpen (?-heden)                                                                                                   | Rokko Forest Sound Museum, Kobe, Japan 1994-heden |                                                  |  |
| De Frangema       | Decap   | 1946         | Antwerpen (?-heden)                                                                                                   | Museum aan de Stroom Antwerpen                    |                                                  |  |
| Prins Boudewijn   | Mortier | 1948         | Wamel (1948-1953), Emblem (1953-2003)                                                                                 | De Panne (2003-heden)                             |                                                  |  |
| Metro             | Decap   | 1948         | Perk (1948-1955), Rummen (1955-1975), Leopoldsburg (1975), Hoeven (1976-1980)                                         | België (1980-heden)                               |                                                  |  |

## Bekende dansorgelbouwers
- Verbeeck, Sint-Job-in-'t-Goor
- Gebroeders Decap, Antwerpen
- Mortier, Antwerpen